# Megatron Man
Megatron Man es una canción y sencillo de música disco escrita, producida y compuesta por Patrick Cowley. Fue la primera pista de su segundo álbum homónimo, Megatron Man, de 1981 y posicionada durante su momento como uno de los mejores éxitos llegando al segundo puesto en el Billboard Hot Dance Music/Club Play del mismo año. También, es una de las canciones más conocidas y célebres del artista aparte de "Menergy" (Menergy, 1981).